# Hannibal (roman)
Pour les articles homonymes, voir Hannibal (homonymie).
Cet article concerne le roman de Thomas Harris. Pour le film de Ridley Scott, voir Hannibal (film, 2001).
Hannibal (titre original : Hannibal) est un roman policier de Thomas Harris paru en 1999. Il raconte comment Mason Verger, après avoir été défiguré par Hannibal Lecter, se venge.

## Résumé
Sept ans se sont passés depuis les faits relatés dans Le Silence des agneaux. Mason Verger, un milliardaire défiguré par Hannibal — et une de ses rares victimes à avoir survécu —, découvre que ce dernier se cache à Florence sous une fausse identité.
Le milliardaire décide de se venger, mais pour cela, il a besoin de la seule personne envers qui Hannibal éprouve de l'affection, Clarice Starling. Cette dernière a elle aussi un compte en suspens avec le tueur en série mais elle est également l'appât.

## TétralogieHannibal Lecter
- Hannibal Lecter : Les Origines du mal (Hannibal Rising, 2006) (publié postérieurement mais premier livre de la série)
- Dragon Rouge (Red Dragon, 1981)
- Le Silence des agneaux (Silence of the Lambs, 1988)
- Hannibal (Hannibal, 1999)